# Iványos (Románia)
Iványos (románul Ivăneș) település Romániában, Neamț megyében.

## Fekvése
A megye nyugati részén, Karácsonkőtől mintegy 47 km-re fekvő település.

## Története
1956-ban vált független településsé, korábban Almásmező része volt.

## Lakossága
2002-ben 867 lakosa volt, ebből 796 román, 70 cigány, 1 magyar.